# Ligne 78 (Infrabel)
La ligne 78 est une ligne ferroviaire transversale belge du réseau Infrabel qui relie les villes de Saint-Ghislain et de Tournai. Longue de près de 40 kilomètres, elle comporte deux voies à écartement standard, elle est électrifiée sur l'ensemble de son parcours, sa vitesse de référence est de 160 km/h.

## Historique

### Chronologie
- 7 août 1842 : ouverture de Mons à Saint-Ghislain,
- 15 février 1861 : ouverture de Saint-Ghislain à Basècles-Carrières,
- 1er mars 1867 : ouverture de Basècles à Péruwelz,
- 15 février 1870 : ouverture de Péruwelz à Tournai.

### Histoire
La première section, de Mons à Saint-Ghislain, est mise en service le 7 août 1842 par les Chemins de fer de l'État belge. Cette section est ensuite retranchée de la ligne 78 pour être intégrée dans la ligne 97 de Mons à Valenciennes.
La deuxième section de Saint-Ghislain à Basècles-Carrières est ouverte à l'exploitation avec l'ouverture au service des marchandises le 15 février 1861 par la Compagnie du chemin de fer Hainaut et Flandres, qui ouvre le service des voyageurs quelques jours plus tard.
La troisième section de Basècles à Péruwelz est ouverte à l'exploitation le 1er mars 1867 par la Compagnie du chemin de fer Hainaut et Flandres.
La quatrième et dernière section de Péruwelz à Tournai est ouverte à l'exploitation le 15 février 1870. Le rachat de l'ensemble des concessions du Hainaut-Flandres, au même titre que la majorité des lignes, construites ou non, est décrété le 25 avril 1870, devenant effectif le 1er janvier 1871. L'Administration des chemins de fer de l'État belge, puis la SNCB, deviennent exploitants de la ligne et entreprennent la reconstruction des gares de Saint-Ghislain et Péruwelz ainsi que du bâtiment de la gare d'Antoing, replacé par la suite.

## Infrastructure

### Gares, haltes et arrêts
- Tournai
- Vaulx (hors-service)
- Antoing
- Maubray, uniquement desservie par des trains d’heure de pointe (P)
- Callenelle, uniquement desservie par des trains d’heure de pointe (P)
- Péruwelz
- Basècles-Carrières (hors service)
- Blaton
- Harchies, uniquement desservie par des trains d’heure de pointe (P)
- Ville-Pommerœul, uniquement desservie par des trains d’heure de pointe (P)
- Hautrage (hors-service)
- Boussu-Haine (hors-service)
- Saint-Ghislain

Gares et points d'arrêts sur la ligne: Tertre (HS), Hautrage (HS), Ville-Pommeroeul, Harchies, Blaton, Basècles-Carrières (HS), Péruwelz, Callenelle, Maubray, Antoing, Vaulx (HS).